# 松平親信
松平 親信（まつだいら ちかのぶ、1875年〈明治8年〉12月21日 - 1914年〈大正3年〉12月18日）は、明治・大正期の政治家、華族。貴族院子爵議員。幼名・龍若。

## 経歴
旧杵築藩主松平親貴の長男として生まれる。父の死去に伴い1882年（明治15年）10月12日に家督を継承し親信と改名。1884年（明治17年）7月8日に子爵を叙爵した。
学習院高等科を経て、1900年（明治33年）東京帝国大学法科大学法律学科（独法）を卒業し、さらに同大学院を修了した。浅草区教育会長を務めた。
1906年（明治39年）2月9日、貴族院子爵議員補欠選挙で当選し、死去するまで在任した。会派は研究会に所属した。
1914年12月18日、東京市浅草区（現・台東区）浅草北三筋町の自宅で病のため死去した。

## 親族
- 母 松平ひで（松平乗懿長女）[1][5]
- 妻 松平岳子（たかこ、松平頼聰四女）[1][5]
- 長男 松平親義（貴族院子爵議員）[1][5]
- 長女 稲葉栄子（稲葉正弘夫人）[1][5]
- 二男 酒井忠惇（旧名・惇〔まこと〕、酒井忠純養子）[1][5]
- 三男 松平精（ただし、辻太郎養子、のち離縁）[1][5]